# 楊進添
楊進添（1942年7月1日—），中華民國資深外交官，非洲和亞太事務專才，中國國民黨籍。1969年外交特考第二期；先後曾任中華民國駐愛爾蘭代表、駐休斯頓臺北經濟文化辦事處處長、駐澳洲代表、駐印尼代表，曾任外交部部長。一般認為，馬英九任命楊進添為外交部部長，是欲借重其亞洲事務專才，進一步增進中華民國與東南亞乃至整個亞太地區的關係。2012年2月6日，楊進添繼續擔任外交部部長至2012年9月底升任總統府秘書長。2015年2月6日，楊進添以完成階段性任務為由請辭，由前國民黨秘書長曾永權接任，之後轉任國家政策研究基金會副董事長。

## 荣誉

### 中华民国勋章奖章
- 二等景星勋章（2012年11月13日于台北总统府颁授[7]）
- 一等景星勋章（2016年5月9日于台北总统府颁授[8]）

### 外国勋章奖章
- 巴尔沃亚大十字勋章（西班牙语：Orden de Vasco Núñez de Balboa）（巴拿马，2010年[9]）
- 国鸟大十字勋章（危地马拉，2011年[10]）

## 相關事件
報導指稱疑似走後門事件
2009年7月份，時任中華民國駐印尼代表的楊進添，在參加印尼的蘭花展期間，由於中華人民共和國大使不願兩岸代表同席，印尼憚於與中國大陸具邦交關係，最後由楊進添從後門離開收場。
報導出現後，楊進添鄭重澄清，他沒有被迫離席，更是全程參與(坐於貴賓席)後走正門離開，報導與事實有出入。
劉姍姍事件
外交部長任內發生劉姍姍事件，下令懲處為菲籍幫傭做證的駐外官員。